# Oliver Shanti
Oliver Shanti (født Ulrich Schulz den 16. november 1948 i Hamborg, død marts 2016) var en New Age-musiker, der med sin gruppe Oliver Shanti & Friends udgav adskillige cd'er, f.eks. " Circles of Life", "Tai Chi", "Seven Times Seven", "Alhambra", "Listening to the Heart", "Medicine Power" og "Rainbow Way". 
Han var fra 2002 til 2008 eftersøgt af det tyske politi i München, anklaget for seksuelt misbrug af børn.  Efter hans udlevering fra Portugal til Tyskland, blev han idømt flere års fængsel i december 2009.

## Straffesag
I 2002 udstedte det tyske politi en arrestordre, med en dusør på €3000, da han er under mistanke for at stå i spidsen for en organisation, dømt for mere end 1100 tilfælde af pædofili.[kilde mangler] Han blev i 2008 genkendt på den tyske ambassade i Lissabon, efterfølgende pågrebet og idømt seks år og ti måneders fængsel.

## Diskografi
- Listening To The Heart (1987)
- Rainbow Way (1988)
- Waiting on the Sun (1990)
- Tai Chi (1993) CD
- Well Balanced (1995)
- Tai Chi Too (1996) CD
- Circles Of Life: The Best Of Oliver Shanti (1997)
- Shaman (1997)
- Seven Times Seven (1998)
- Buddha and Bonsai (1999) CD
- Tibetiya (1999) CD
- Meditative Music (1999)
- Alhambra
- Medicine Power (2000)